# Lev Rudatski
Lev Rudatski –en ruso, Лев Рудацкий– (1998) es un deportista ruso que compite en escalada. Ganó una medalla de plata en el Campeonato Europeo de Escalada de 2020, en la prueba de velocidad.

## Palmarés internacional
| Campeonato Europeo | Campeonato Europeo | Campeonato Europeo | Campeonato Europeo |
| Año                | Lugar              | Medalla            | Prueba             |
| ------------------ | ------------------ | ------------------ | ------------------ |
| 2020               | Moscú (Rusia)      | Medalla de plata   | Velocidad          |